# Kaiser-Wilhelm-Gedächtniskirche
De Kaiser-Wilhelm-Gedächtniskirche (ook bekend onder de afgekorte naam Gedächtniskirche) is een kerk in Berlijn. Het kerkgebouw staat op de Breitscheidplatz in het stadsdeel Charlottenburg.

## Geschiedenis

### Neoromaanse kerk
De oorspronkelijke kerk werd in 1891-1895 gebouwd naar een ontwerp van architect Franz Schwechten, in opdracht van keizer Wilhelm II ter herinnering aan diens grootvader keizer Wilhelm I. De kerk werd gebouwd in een neoromaanse stijl die sterk gebaseerd was op romaanse kerken in het Rijnland.
In de nacht van 23 november 1943, tijdens de Tweede Wereldoorlog, raakte de kerk zwaar beschadigd bij een geallieerde luchtaanval op Berlijn.

### Nieuwbouw na de Tweede Wereldoorlog
In maart 1957 kreeg de architect Egon Eiermann opdracht tot nieuwbouw. Volgens zijn plannen zou de ruïne geheel worden afgebroken. Als compromis werd later besloten de ruïne, na herstel in een zodanige staat dat deze niet zou instorten, als monument te behouden, en een achthoekige nieuwe kerkzaal alsmede een zeshoekige nieuwe klokkentoren te bouwen. De kerk werd in 1961 ingewijd. De kerkzaal heeft in de acht muren circa 20.000 ramen van gebrandschilderd glas.
Het oude deel van de kerk raakte echter steeds meer in verval. In 2010 werd begonnen met een ingrijpende restauratie van dit deel. De restauratie werd betaald door een aantal Berlijnse investeerders.

## Trivia
De kerk is een van de bekendste bezienswaardigheden van Berlijn. Door de Berlijners zelf wordt de combinatie van ruïne en nieuwbouw soms oneerbiedig "poederdoos en lippenstift" genoemd. De toren van het oude deel staat ook wel bekend als "de holle kies" (der hohle Zahn).

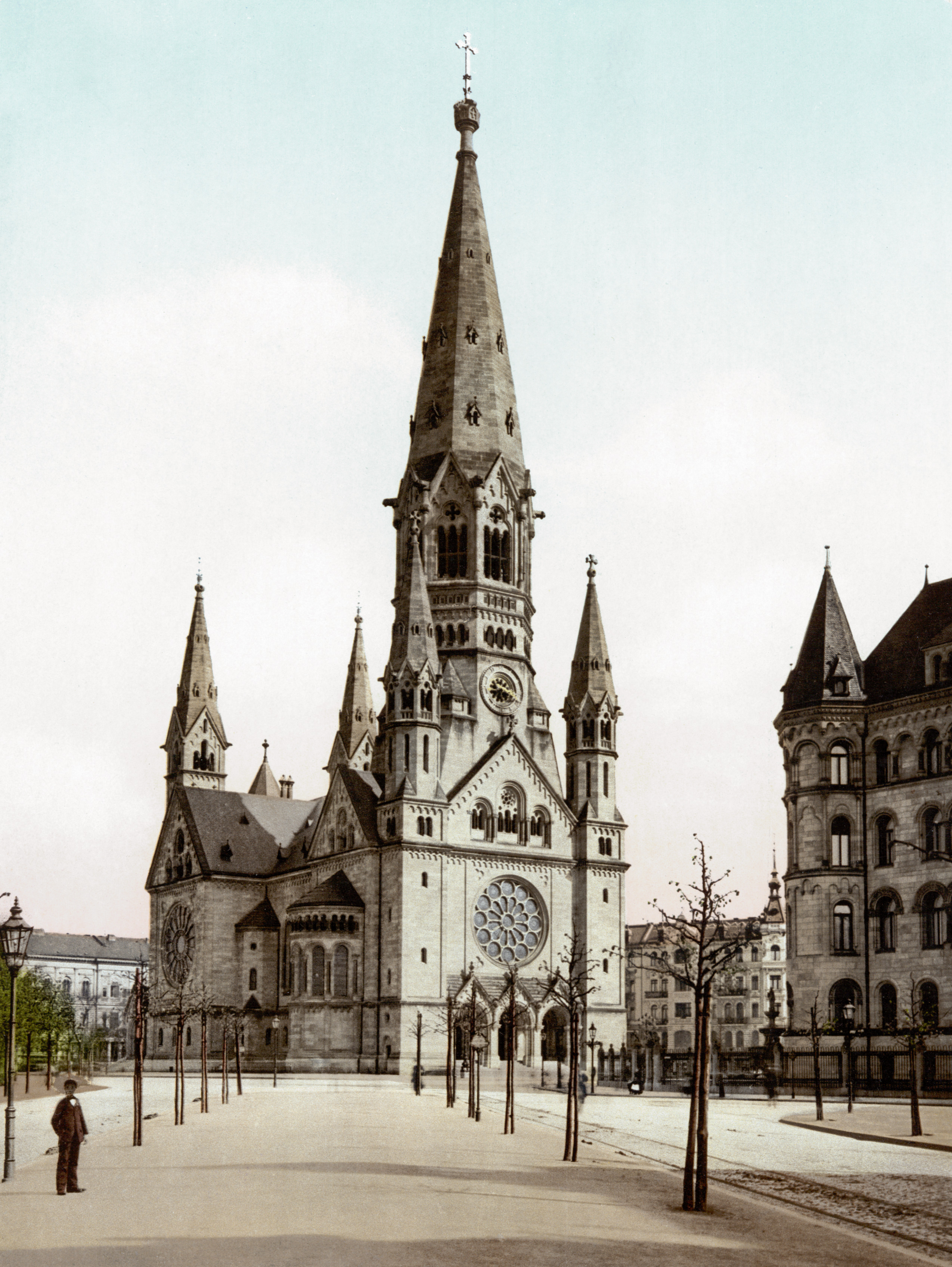
De kerk in 1900
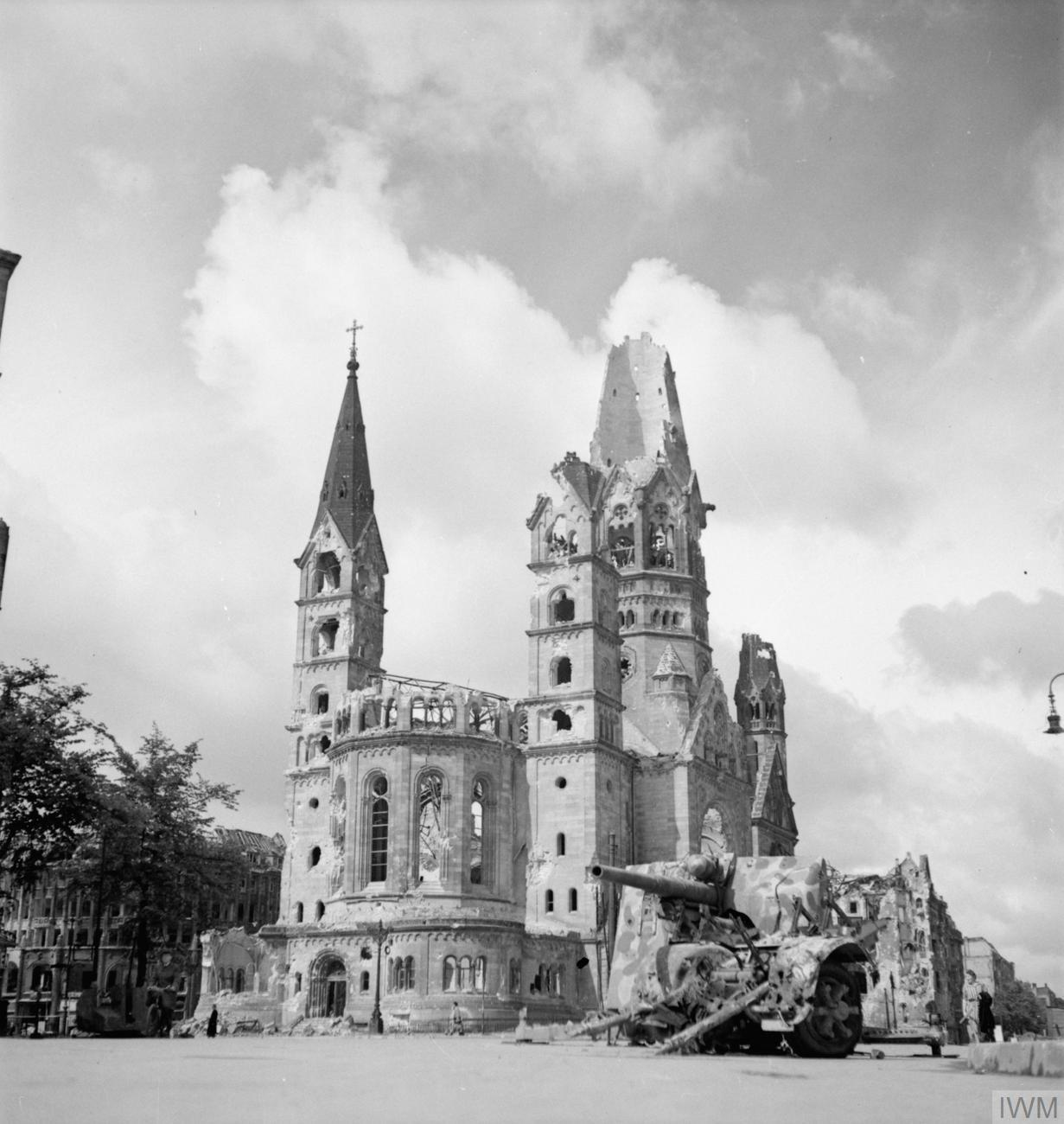
De kerk vlak na de Tweede Wereldoorlog
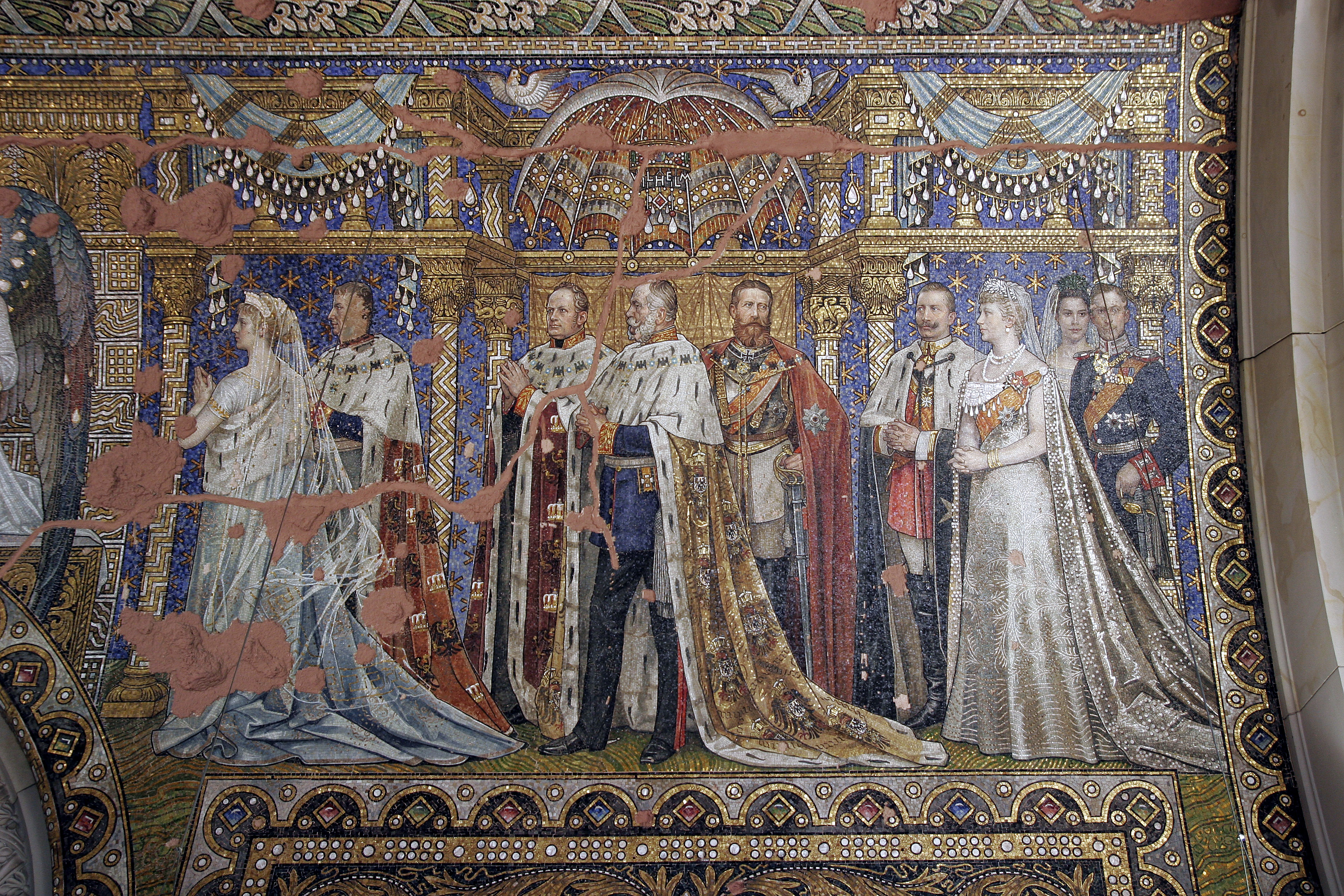
Mozaïek van de keizerlijke familie in de kerk
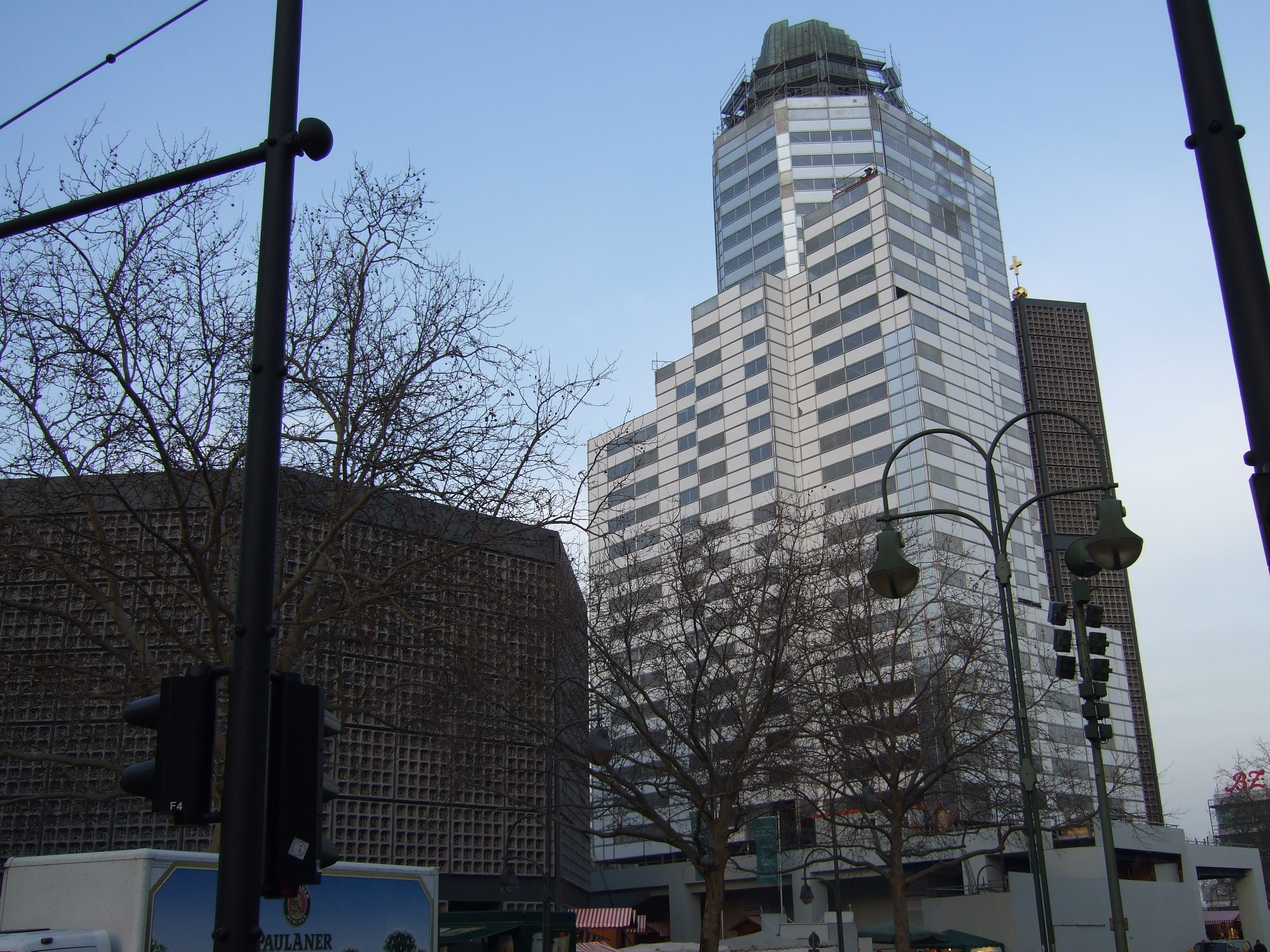
De kerk tijdens de restauratie in 2011